# Turčianske Jaseno
Turčianske Jaseno (em húngaro: Turócjeszen) é um município da Eslováquia, situado no distrito de Martin, na região de Žilina. Tem 20,47 km² de área e sua população em 2018 foi estimada em 408 habitantes.

## Demografia
| Ano:        | 1994 | 2004   | 2014   | 2024    |
| ----------- | ---- | ------ | ------ | ------- |
| Broj ljudi: | 346  | 354    | 365    | 478     |
| Razlika:    |      | +2,31% | +3,10% | +30,95% |

| Ano:               | 2023 | 2024   |
| ------------------ | ---- | ------ |
| Número de pessoas: | 470  | 478    |
| Diferença:         |      | +1,70% |